# Kudobînți, Zboriv
Kudobînți (în ucraineană Кудобинці) este un sat în comuna Mlînivți din raionul Zboriv, regiunea Ternopil, Ucraina.

## Demografie
Componența lingvistică a localității Kudobînți
     Ucraineană (99,24%)
     Alte limbi (0,76%)
Conform recensământului din 2001, majoritatea populației localității Kudobînți era vorbitoare de ucraineană (99,24%), existând în minoritate și vorbitori de alte limbi.